# Gramenet de Beranui
Gramenet de Beranui, o, simplement, Gramenet, és un poble del municipi de la Torre de Cabdella, al Pallars Jussà; pertanyia a l'antic municipi de Mont-ros abans del 1970.
El poble està situat a la part central del municipi, a quasi 2 km a llevant de la Plana de Mont-ros. És accessible per una pista rural que surt de la Plana de Mont-ros cap a l'est, i puja al poble de Gramenet, fent força revolts per salvar el desnivell de poc més de 400 metres entre els dos pobles.
L'església de Gramenet era sufragània de Sant Joan Evangelista de Beranui, i està dedicada a sant Sadurní. En el mateix poble hi ha també la capella de Sant Antoni Abat de Casa Batlle.

## Etimologia
Gramenet és un topònim romànic, procedent del llatí graminetum (camp d'agram), col·lectiu derivat de gramen (herba, agram).
A Gramenet s'afegeix tradicionalment de Beranui, tot i que moltes vegades no s'utilitza aquest complement del nom, per la proximitat amb el poble de Beranui.

## Història
Aquesta església ja consta el 996 en un document de Sant Martí de la Vall d'Estaon. El 1314 torna a ser esmentada aquesta església a la visita pastoral dels delegats de l'Arquebisbe de Tarragona per les esglésies de l'ardiaconat de Tremp, cosa que vol dir que hi pertanyia. El 1904 consta com a sufragània de Sant Joan Evangelista de Beranui. En l'actualitat és en ruïnes.
El 1718 consten a Gramenet 11 habitants. El 1831 consten 10 habitants, en aquest poble. En aquest darrer any, el senyoriu del lloc corresponia a N. Senaller.
Entre 1812 i el febrer del 1847 Gramenet gaudí d'ajuntament propi. Es formà a partir de la promulgació de la Constitució de Cadis i el seu desplegament, i fou suprimit, agregant-lo a Mont-ros, a causa del límit fixat en la llei municipal del 1845 del mínim de 30 veïns (caps de família) indispensables per a mantenir l'ajuntament propi.
Fins a l'extinció dels senyorius, el 1831, Gramenet de Beranui formava part dels dominis del marquès de Pallars, que eren també ducs de Cardona i de Segorb i vescomtes de Vilamur.
El 1915, aproximadament, tenia 11 edificis, amb 23 habitants, segons Ceferí Rocafort (op. cit.).
El 1960 encara en tenia 7, però en dates posteriors ja apareix com a despoblat.